# 強盗罪
強盗罪（ごうとうざい）は刑法236条で定められた罪。暴行または脅迫を用いて、他人の財物を強取したり（一項強盗）、財産上不法の利益を自分で得たり他人に得させたり（二項強盗）すると成立する。法定刑は5年以上の有期拘禁刑。未遂も処罰され（刑法243条）、予備も処罰される（刑法237条、強盗予備罪）。窃盗罪（刑法235条）の加重類型であり、財物に関する特例規定も同様に適用される（なお親族相盗例は適用されない（刑法244条1項））。
講学上財産犯に分類されるが、個人の生命・身体・意思の自由も保護法益としている。なお、刑法第二編第三十六章に規定された強盗犯罪全体について強盗罪（または強盗の罪）と呼称することもある。
構成要件の解釈については、暴行の解釈、財物の他人性、未遂の適用範囲などを巡ってそれぞれ争いがある。

## 強盗罪全般に関する論点

### 暴行・脅迫
反抗を抑圧するに足りる程度の暴行・脅迫があることが必要である（最狭義の暴行・脅迫）。反抗を抑圧するに足りるかどうかの基準については主観説もあるが、客観説が判例・通説である（最判昭和24年2月8日刑集3巻2号75頁）。ただし、相手が特に臆病な人間であることを知った上で反抗を抑圧する認識で行った場合は、客観的には暴行・脅迫にあたらなくても本罪の構成要件該当性を満たすとする説が有力である。
暴行・脅迫は財物奪取の手段として行われることが必要であり、相手の反抗抑圧後に財物奪取の意思が生じたような場合は強盗罪とならない（大判昭和8年7月17日刑集12巻1314頁）。強盗罪については、強制性交等罪に対する準強制性交等罪（抗拒不能に乗じて）のような規定は存在しない。ただし、新たな暴行・脅迫行為の存在を認定できれば強盗罪に問える（東京高判昭和48年3月26日高刑26巻1号85頁）。
暴行・脅迫の相手方は必ずしも財物の所有者に限られない。留守居をしていた10歳の子供に対して暴行・脅迫を加えて財物を奪取したときでも強盜罪が成立するとした判例がある（最判昭和22年11月26日刑集1巻1号28頁）。

### 強取（ごうしゅ）
暴行・脅迫により相手方の反抗を抑圧し、財物を取得することである。反抗を抑圧するに足りる程度の暴行・脅迫を加えたが、反抗を抑圧するまでにいたらなかった場合には強取とはいえず、目的を遂げなかった場合は強盗未遂罪が成立する（最判昭和23年6月26日刑集2巻7号748頁）。被害者は反抗を抑圧されなかったが、任意に財物を差し出した場合については争いがある。最高裁は強盗既遂罪としている（最判昭和24年2月8日、既出）が、通説は暴行・脅迫と財物の取得との間に因果関係がないから強盗未遂罪であるとしている。なお、強盗未遂罪と恐喝罪の観念的競合となるとした下級審の判決もある（大阪地判平成4年9月22日判タ828号281頁）。ドイツ刑法ではこの場合強盗的恐喝罪( Räuberische Erpressung ) が成立し、強盗と同様に罰される。

### 着手時期
暴行、脅迫の開始時とされている。

### 既遂時期
相手の占有を排除し、占有を取得した時、または財産上不法の利益を得た時とされている。
窃盗犯人（窃盗が未遂の場合を含む）が家人等に発見されて居直り、新たに財物奪取の故意を生じて暴行・脅迫を加えたが、財物の奪取に失敗した場合（成功した場合を居直り強盗と呼ぶ）については強盗既遂罪とする説と強盗未遂罪とする説に分かれており、下級審の判決も割れている（既遂罪の例は広島高判昭和32年9月25日高刑10巻9号701頁、未遂罪の例は大阪高判昭和33年11月18日高刑11巻9号573頁）。

### その他
本罪は状態犯とされている。

## 二項強盗罪に関する論点
強盗利得罪や利益強盗罪とも言う。

### 不法の利益
利益が不法という意味ではなく、利益を得る方法が不当という意味である。通説的見解によれば、民法では保護されない不法原因給付であっても刑法では保護されうる。例えば、麻薬の購入資金を預かり、これを不法に領得する目的で暴行・脅迫を加えた場合、二項強盗罪が成立する（最判昭和35年8月30日刑集14巻10号1418頁、強盗殺人のケース）。
他に判例で認められたものの例として、暴行・脅迫を用いて、自動車乗車賃の支払いを免れる（大判昭和6年5月8日刑集10巻205頁）、飲食物の代金支払いを免れる（大阪地判昭和57年7月9日判時1083号158頁）、債権証書を認めさせて債権を発生させる（朝鮮高院大正3年8月13日朝高録2巻248頁）などがある。

### 処分行為
二項強盗罪の成立に被害者の処分行為の存在が要求されるかにつき、必要説と不要説が対立する。財産上の利益の移転を認定することは財物の移転の場合ほど簡単ではないことから必要説も一理あるが、反抗を抑圧するのに被害者の処分行為を要求するのは論理的でないことから不要説が有力である。判例は大審院時代に必要説をとっていた（大判明治43年6月17日刑録16輯1210頁）が、後に不要説に転じ（最判昭和32年9月13日刑集11巻9号2263頁）、最高裁も不要説を踏襲している。
ドイツでは強盗罪ではなく強盗的恐喝罪にあたる。強盗的恐喝罪は動産に限られていないからである。

## 強盗予備罪に関する論点

### 具体例
判例で認められたものの例として、強盗を共謀して包丁などを買い、これを携えて徘徊する行為（最判昭和24年12月24日刑集3巻12号2088頁）や、自分が着用しているバンドで首を絞めて強盗をする目的でタクシーに乗り、機会をうかがう行為（東京高判昭和32年5月31日高刑特4巻11=12号289頁）などがある。

### 強盗の範囲
本罪の強盗に事後強盗が含まれるかどうかで争いがある。事後強盗罪の条文は強盗予備罪の条文の後にあることなどから否定説も有力であるが、「強盗として論ずる」という238条の文言などから、判例及び多数説は肯定説を採っている（最決昭和54年11月19日刑集33巻7号710頁）。

### 刑罰の不均衡
本罪は、殺人予備罪と異なり、刑罰を免除しうる規定が存在せず、刑罰に不均衡を生じているとの批判がある。特に、予備罪について中止犯を認めない立場に対しての批判の理由として用いられる。
なお、殺人罪に執行猶予がありえ、強盗致傷罪に執行猶予がありえない（特に万引きして店員をケガさせた場合を指している）問題については、関係する刑法の改正がはかられようとしていた。その結果2004年に刑法の一部が改正され、従前ならば強盗致傷罪の法定刑は「無期又は七年以上の懲役」であったが、改正により「無期又は六年以上の懲役」のように変更になった。改正前は酌量減軽（刑法66条、68条）しても下限が3年6月であり執行猶予を付けることができなかったが（25条）、改正により酌量減軽後の下限が3年となり執行猶予を付けることが可能となった。

## 罪数
- 強盗罪は、侵害した占有の数に応じて成立する。
- タクシーの乗客が一個の暴行・脅迫で代金支払いを免れ、売上金を奪取した場合、240条の包括的一罪である。
- 上述「居直り強盗」の事例において、窃盗既遂罪は強盗既遂罪（未遂罪）に吸収される。

## 他罪との関係
- 窃盗罪
- 恐喝罪
- 強要罪